# Jon Lugbill
Jon Phillip Lugbill (* 27. května 1961 Wauseon) je bývalý americký kanoista, soutěžící ve slalomu na divoké vodě. Připravoval se na řece Potomac pod vedením Billa Endicotta. Je absolventem University of Virginia.
Na mistrovství světa ve vodním slalomu vyhrál pětkrát závod jednotlivců (1979, 1981, 1983, 1987 a 1989) a sedmkrát byl členem vítězné hlídky (1979, 1981, 1983, 1985, 1987, 1989 a 1991). Je prvním reprezentantem USA, který se stal mistrem světa ve vodním slalomu, a historicky nejúspěšnějším účastníkem MS v disciplíně C1. V letech 1988, 1990 a 1991 se také stal celkovým vítězem Světového poháru. Na Letních olympijských hrách 1992 obsadil v kategorii C1 čtvrté místo.
Po ukončení sportovní kariéry se usadil v Richmondu, kde je manažerem neziskové organizace Sport Backers, podporující rekreační tělovýchovné aktivity.